# Cosme da Anunciação
Frei Cosme da Anunciação foi um religioso carmelita brasileiro.
Tomou o hábito religioso no Convento do Carmo de Olinda, onde estudou Filosofia e Teologia.
Em 1614, juntamente com frei André da Natividade, acompanhou a armada de Alexandre de Moura na reconquista do Maranhão.
Após a expulsão dos franceses, fundou com frei André da Natividade o Convento do Carmo de São Luís em 1615.
Morreu no Pará.